# Rosalba Neri
Rosalba Neri (Forli, Emilia-Romaña, Italia, 19 de junio de 1939) es una actriz italiana, activa especialmente durante las décadas de 1960 y 1970.

## Trayectoria artística
Ganó varios concursos de belleza, asistiendo al Centro Experimental de Cinematografía. El Actors Studio se interesó por ella, pero Neri declinó asistir a sus clases.
Desarrolló su carrera en el cine entre las décadas de 1950 y 1980, debutando a la edad de 15 años en la comedia de Luigi Comencini I Pinguini ci guardano. A principios de la década de 1960 intervino en films de época, mitológicos o de aventuras como Il Sepolcro dei Re, Hércules en el centro de la Tierra, Esther and the King, El Cid, Il leone di Tebe o Los grandes guías.
Con el declive de este tipo de cine a mediados de la década, pasaría a los nuevos géneros en boga en las cinematografías europeas de la época, como el cine de espionaje o pseudo-Bond, el Spaghetti Western o el Giallo.
Con el comienzo de la década de los 70, intervino en dramas y thrillers con un pronunciado componente erótico, dentro de lo que se vino a conocer como cine erótico a la italiana. En Alla Ricerca del piacere (1971), interpretó a Eleanor Stuart, esposa del personaje interpretado por Farley Granger. Este es un escritor que se entrega a extraños juegos eróticos con su mujer y su secretaria, interpretada por Barbara Bouchet. En una de las escenas, el personaje de la Bouchet será drogado y objeto de abusos por el de Neri, que volvería a coincidir con ella en otro combinado de sexo y horror típicamente italiano como Casa d’appuntamento (1972). Dentro del cine abiertamente terrorífico, Rosalba interpretó a la hija del Dr. Frankenstein en Lady Frankenstein (1972) y a Lady Drácula en Il Plenilunio dell Vergini. En esta última, su personaje posee un anillo con el que domina la voluntad de jóvenes vírgenes, cuya sangre utiliza para rejuvenecer su piel, en una historia que remite a la de la condesa húngara Isabel Bathory.
Dejó el cine en 1977, retornando brevemente a la interpretación en la televisión italiana. Posteriormente, Neri declararía en una entrevista que trabajé en cine para ganar dinero, poco, y para viajar, bastante.

## Filmografía parcial
- Esther and the King (1960)
- El Cid, de Anthony Mann (1961)
- Due mafiosi contro Goldfinger (1965)
- Il Superseven chiama Cairo (1965)
- Dinamita Jim (1966)
- Los jueces de la Biblia (Gedeón y Sansón) (1966)
- Johnny Yuma, de Romolo Guerrieri (1966)
- Winchester, uno entre mil (Killer, addio), de Primo Zeglio (1968) ... en el papel de Fanny Endes
- Sonora, de Alfonso Balcázar (1969)
- El Puro se sienta, espera y dispara (La taglia è tua... l'uomo l'ammazzo io), de Edoardo Mulargia (1969) ... en el papel de Rosie
- 99 mujeres, de Jesús Franco (1969)
- Alla ricerca del piacere (1971) ... en el papel de Eleanor Stuart
- Casa d’appuntamento (1972)
- Lady Frankenstein (1972)
- Il plenilunio delle vergini (1972)
- Libertad, amor mío (Libera, amore mio), de Mauro Bolognini (1973)
- Judas... ¡Toma tus monedas! (1973)
- Loving Cousins (1974)
- Blood River (1977)